# Hrvatska liga u odbojci na pijesku za muškarce 2018.
Hrvatska liga u odbojci na pijesku za 2018. godinu, odnosno za sezonu 2017./18. 
 
Igrana je u ljeto 2018. godine na nekoliko turnira. 
 
Igrane su: 
- 1. liga – 5 klubova; prvak "Siget" iz Zagreba

## Prva liga
Sudionici
- KOP Čazma – Čazma
- KOP Jarun – Zagreb
- KOP Siget – Zagreb
- KOP Zagreb – Zagreb
- KOP Žnjan  – Split

Ljestvica
| mj | klub   | ut | pob | ner | por | set+ | set- | poen+ | poen- | bod |
| -- | ------ | -- | --- | --- | --- | ---- | ---- | ----- | ----- | --- |
| 1. | Siget  | 8  |     |     |     |      |      |       |       | 14  |
| 2. | Žnjan  | 8  |     |     |     |      |      |       |       | 14  |
| 3. | Čazma  | 8  |     |     |     |      |      |       |       | 8   |
| 4. | Zagreb | 8  |     |     |     |      |      |       |       | 3   |
| 5. | Jarun  | 8  |     |     |     |      |      |       |       | 1   |

- "Siget" prvak zbog boljeg količnika setova

 Izvori: 

 hos-cvf.hr 

 Splitski savez športova, Sportski godišnjak 2018.

## Vanjske poveznice
- hos-cvf.hr, Odbojka na pijesku
- sport-danas.com, Odbojka na pijesku